# بيع باطل
البيع الباطل في الفقه الإسلامي نوع من المعاملات غير الصحيحة. وعرفه ابن عابدين بقوله: هو: «ما لا يكون مشروعا لا بأصله ولا بوصفه». المراد بأصله «شروط الانعقاد» والمراد بوصفه «شروط الصحة». وعلة البطلان فيه عدم تحقق شرط من شروط الانعقاد.

## حكم البيع الباطل
حكم البيع الباطل انتقال ملكية المبيع إلى المشتري بالقبض الصحيح لا بالعقد انتقالا قابلا للفسخ إلا أن هذا الملك ملك حرام لا يحل معه الانتفاع بالمبيع والإستمتاع به، وإن كان يصح التصرف فيه بالبيع والإعارة والهبة.
هذا ما ذهب إليه الحنفية الذين يفرقون بين الفاسد والباطل فالبيع الفاسد عندهم مرتبة بين الصحيح والبيع الباطل أما جمهور الفقهاء فالفاسد والباطل عندهم بمعنى واحد فكما أن البيع الباطل لا يفيد الحكم فكذلك البيع الفاسد لا أثر له عندهم وعلة اختلاف الحنفية والجمهور في البيع الفاسد ناتجة عن اختلافهم في مبدأ أصولي وهو موجب النهي. فعند الجمهور موجب النهي المثبت للتحريم البطلان مطلقا ولذلك قسموا البيع إلى منهي عنه وهو الباطل وغير المنهي عنه وهو الصحيح. فالأول غير منعقد أصلا والثاني منعقد صحيح.
أما الحنفية فقالوا: إما أن يكون النهي متعلقا بحقيقة الشيء المنهي عنه فيكون باطلا كبيع عديم الأهلية ماله، وأما أن يكون النهي متعلقا بصفة جوهرية من صفات الشيء لا بحقيقته كالبيع مع جهالة الثمن فإن النهي عنه لا لأنه بيع ولكن لجهالة الثمن وهي صفة جوهرية في البيع ينتج عنها نزاع فيكون المنهي عنه هنا فاسدا لا باطلا لنزول مرتبة النهي فيه عن الحالة التي قبل هذه.
المراد بحكم البيع هنا هو الأثر المترتب عليه، وهو انتقال ملكية المبيع للمشتري وانتقال ملكية الثمن للبائع. ومن ثم فإن البيع الباطل لا حكم له من أحكام البيع الصحيح، فلا تنتقل ملكية المبيع للمشتري ولا ملكية المبيع للمشتري ولا وجود لهذا البيع إلا من حيث الصورة.

## أمثلة من البيع الباطل
- بيع الصغير دون تمييز، وبيع المجنون، لتخلف شرط الأهلية.
- بيع الميتة والدم والحر، لتخلف شرط المالية في المبيع.
- بيع الخنزير والخمر، لتخلف شرط المالية عند الجمهور، وشروط التقوم عند الحنفية.
- اشتمال العقد على الربا، من شروط صحة البيع الخلو من الربا لأن البيع الذي فيه ربا فاسد عند الحنفية لأن الربا حرام بنص القرآن وأحل الله البيع وحرم الربا.
- اشتمال العقد على شبهة الربا: ويمثل له ببيع المزابنة.
- اشتمال العقد على الغرر.

## هل يجوز الإقدام على البيع الباطل؟
يحرم الإقدام على البيع الباطل مع العلم بالبطلان، ويأثم فاعله لارتكابه المعصية بمخالفته الشرع وعدم امتثاله لما نهي عنه.

## هل ينقلب البيع الباطل صحيحا إذا زال سبب البطلان
اتفق الفقهاء على أن البيع الباطل لا ينقلب صحيحا إذا زال سبب البطلان كمن باع قمحًا بميتة ثم استبدل بها دراهمَ فلا ينقلب صحيحًا إلا بإيجاب وقبول جديدين.

## الأحكام الخاصة بالبيع الباطل
إن البيع الباطل لا يترتب عليه أحكام البيع الصحيح إلا أنه إذا وقع يترتب عليه ما يلي:
- التراد: إذا وقع البيع الباطل وحدث فيه تسليم شيء من أحد الطرفين وجب رده لأن البيع الباطل لا يفيد الملك بالقبض ويجب على كل من الطرفين رد ما أخذه أن كان باقيا.
- الضمان: إذا تلف المبيع في يد المشتري بدون تعد ولا تقصير وتوافرت فيه صفة المالية فهل يضمنه المشتري أم لا؟ هناك قولان للفقهاء:
  - الجمهور من الحنفية في المعتمد عندهم والمالكية والشافعية والحنابلة: يلزم المشتري ضمانه بالمثل في المثلي والقيمة في القيمي. حجتهم لأن القبض في البيع الباطل ليس بأقل من المقبوض على سوم الشراء، والمقبوض على سوم الشراء مضمون، فهكذا هذا.
  - وفي قول للحنفية: المبيع يكون أمانة عند المشتري فلا يضمن إلا بالتعدي أو التقصير. حجتهم لأنه مال قبضه بإذن صاحبه في عقد وجد صورة لا معنى، فالتحق بالعدم وبقي إذنه بالقبض.